# أنتيه مولدنر شميت
أنتيه مولدنر شميت (من مواليد 13 يونيو 1984) لاعبة ألمانية متخصصة في الجري لمسافات طويلة ومسافة 3000 متر موانع.
 في عام 2010 ، تم تشخيص إصابتها بسرطان الأورام اللمفاوية ، لذلك اضطرت إلى مقاطعة حياتها المهنية في مجال الرياضة التنافسية ، ولكنها عادت بعد ذلك بنجاح.

## روابط خارجية
- أنتيه مولدنر شميت على موقع الاتحاد الدولي لألعاب القوى (الإنجليزية)
- أنتيه مولدنر شميت على موقع الاتحاد الألماني لألعاب القوى (الألمانية)
- أنتيه مولدنر شميت على موقع الدوري الماسي (الإنجليزية)
- أنتيه مولدنر شميت على موقع اللجنة الأولمبية الدولية (الإنجليزية)
- أنتيه مولدنر شميت على موقع أوليمبيديا (الإنجليزية)
- أنتيه مولدنر شميت على موقع اللجنة الأولمبية الألمانية (الألمانية)

- DLV profile